# Vilundavallen
Vilundavallen är en del av Vilundaparken. Den ligger i centrala Upplands Väsby, alldeles nära Väsby centrum, där Väsby IK Friidrott har sin hemmaarena. Väsby IK som senare blev Väsby United, spelade sina hemmamatcher i fotboll fram till och med säsongen 2018. Från och med 2019 är Vilundavallen hemmaplan för Parsian Väsby IF, Wäsby FC . Från och med 2020 så ska även nystartade Väsby FF spela sina hemmamatcher på Vilundavallen.  Arenan tar cirka 3 600 åskådare. På Vilundavallen finns en gräsplan, löparbana, hoppställningar för både höjdhopp och stavhopp, hoppgropar för längdhopp och tresteg samt två kulstötningsringar och kastbur för Släggkastning och Diskus. Arenan har inte så stora läktare då den största rymmer 600 personer. När Väsby IK gick upp i Superettan 2005 byggde man ut arenan med två nya ståplatsläktare för bortasupportrar. De läktarna tar 500 personer. År 2009 byttes planbelysningen. Bredvid Vilundavallen finns även en 7-manna träningsplan med gräs och en konstgräsplan, Ishallar, simhall, kampsportcenter och sporthall. Den 28 oktober 2018 öppnade Fritidsbanken på Vilundaparken.

2014 stod den nya Bangolfbanan klar i anslutning till Vilundaparken. 
År 2018 invigdes en pumptrackbana för Sparkcyklar och en temalekpark på delar av Vilundavallens träningsplan.
Den 10 oktober 1967 invigdes Vilundaparkens konstisbana, med matchen Väsby IK-Brynäs IF (2-15). 

### Fotnoter
1. ↑  ”Kistalaget Parsian flyttar till Väsby”. www.stockholmdirekt.se. Arkiverad från originalet den 15 februari 2019. https://web.archive.org/web/20190215050411/https://www.stockholmdirekt.se/sport/kistalaget-parsian-flyttar-till-vasby/reprke!t0CW3@RvPeYEUZvm@8e2OA/. Läst 14 februari 2019.
2. ↑  ”Vilundavallen” (på engelska). Soccerway. http://nr.soccerway.com/venues/sweden/vilundavallen/v2848/. Läst 29 oktober 2016.[död länk]
3. ↑  ”Upplands Väsby får ”bibliotek” för sportutrustning”. mitti.se. Arkiverad från originalet den 18 december 2019. https://web.archive.org/web/20191218200101/https://mitti.se/nyheter/fritidsbanken-bibliotek-sport/. Läst 18 december 2019.
4. ↑  ”Väsby har fått en ny bangolfbana”. www.stockholmdirekt.se. 22 juni 2014. Arkiverad från originalet den 19 december 2019. https://web.archive.org/web/20191219072523/https://www.stockholmdirekt.se/vi-i-vasby/vasby-har-fatt-en-ny-bangolfbana/Dbbnfv!SiAbpWP6jGUsbJvUoEpA9w/. Läst 19 december 2019.
5. ↑  ”Kronprinsessan Victoria åkte kickbike i Väsby”. www.stockholmdirekt.se. 8 november 2018. Arkiverad från originalet den 18 december 2019. https://web.archive.org/web/20191218200106/https://www.stockholmdirekt.se/nyheter/kronprinsessan-victoria-akte-kickbike-i-vasby/reprkh!TeRdL3HM4ryeEvn80OqGYg/. Läst 18 december 2019.
6. ↑  ”Historia”. Väsby IK. Arkiverad från originalet den 24 januari 2012. https://web.archive.org/web/20120124053608/http://www.vasbyhockey.se/historia/historia.htm. Läst 25 oktober 2011.